# Trianthema cypseleoides
Trianthema cypseleoides là một loài thực vật có hoa trong họ Phiên hạnh. Loài này được (Fenzl) Benth. miêu tả khoa học đầu tiên năm 1867.